# Gabriele Zamagna
Gabriele Zamagna (Rimini, 21 ottobre 1963) è un dirigente sportivo, allenatore di calcio ed ex calciatore italiano, di ruolo difensore, attuale direttore sportivo dell'Atalanta.

## Caratteristiche tecniche

### Giocatore
Giocava come terzino.

## Carriera

### Giocatore
Ha esordito da professionista con la maglia del Rimini, giocando una partita in Serie B nella stagione 1981-1982; è rimasto con i romagnoli anche nel successivo campionato di Serie C1, in cui ha giocato 8 partite senza mai segnare. Ha poi giocato altri due campionati consecutivi di terza serie con i romagnoli, nel corso dei quali ha totalizzato altre 47 presenze in gare di campionato. Nel 1985 passa al Livorno, con cui nella stagione 1985-1986 colleziona 30 presenze in Serie C1; l'anno successivo gioca altre 5 partite in campionato con la squadra amaranto per poi passare nella sessione di calciomercato di ottobre al Parma, dove nella rimanente parte della stagione 1986-1987 ha giocato in Serie B, categoria in cui ha giocato 19 partite senza segnare. A fine stagione il club ducale l'ha ceduto al Messina, dove Zamagna nella stagione 1987-1988 ha giocato 5 partite in Serie B, venendo riconfermato anche per la stagione successiva, sempre in serie cadetta, nella quale però non viene mai impiegato in partite ufficiali; a fine anno lascia la squadra siciliana.
Ha poi giocato per due stagioni consecutive in Serie C2 con il Viareggio, per complessive 32 presenze senza reti con il club toscano.. Chiude la carriera in Romagna, tra il San Marino Calcio, in cui assume brevemente anche l'incarico di allenatore/giocatore nella stagione 1995-1996 conclusasi con la retrocessione in Eccellenza, e Domagnano, militante nel campionato sammarinese.
In carriera ha giocato complessivamente 25 partite in Serie B e 90 partite in Serie C1.

### Allenatore
Dal 1993 al 2002 ha allenato nel settore giovanile del Bologna.

### Dirigente
Dal 2002 al 2005 ha lavorato come responsabile del settore giovanile del Parma, squadra di Serie A; dal 2005 al 2008 ha ricoperto il ruolo di direttore sportivo del club emiliano, sempre in massima serie; in seguito ha ricoperto per una stagione il ruolo di Consigliere del presidente gialloblu Tommaso Ghirardi, e poi nella stagione 2009-2010 ha ricoperto nuovamente il ruolo di direttore sportivo ma nel Rimini, società di Lega Pro Prima Divisione. L'8 giugno 2010 è diventato direttore sportivo dell'Atalanta, con cui nella sua prima stagione da dirigente ha vinto il campionato di Serie B. Ha poi continuato a lavorare come direttore sportivo per i bergamaschi in Serie A nelle successive tre stagioni.

## Calcioscommesse
Il 9 febbraio 2015 la procura di Cremona termina le indagini riguardanti lo scandalo del calcioscommesse rinviando a giudizio Zamagna insieme all'ex capitano atalantino Cristiano Doni ed al tecnico della squadra orobica Stefano Colantuono, accusandoli di aver combinato il risultato di Crotone-Atalanta 2-2 del 22 aprile 2011: secondo gli inquirenti l'over fu concordato tra Colantuono, Zamagna, Doni e Nicola Santoni, tramite il portiere avversario Emanuele Concetti.

## Palmarès

### Dirigente

#### Competizioni nazionali
- Campionato italiano di Serie B: 1

Atalanta: 2010-2011